# 宮下兼史鷹
宮下 兼史鷹（みやした けんしょう、1990年（平成2年）11月16日 - ）は、日本のお笑いタレント、漫談家。お笑いコンビ宮下草薙のツッコミ担当。相方は草薙航基。太田プロダクション所属。2022年1月11日に一般女性と結婚。

## 来歴・人物
群馬県佐波郡玉村町出身。身長168cm。血液型A型。弟がいる。趣味は遊戯王カードや平成仮面ライダーシリーズのライダーベルトやベイブレードなどのおもちゃ収集。平成仮面ライダーシリーズは全部見ている。
小学3年生の頃に本気でバカ殿になりたいと思ったことがあり、その後さまぁ〜ずが好きになる。その頃までは、本人曰く「周りを笑わしているようなクラスの人気者タイプ」。その後小学4年生頃から、喘息持ちで運動が満足にできず、両親の離婚も重なったため、本人は「ゆがみ始めた」と話している。しかし中学生の頃には自分もお笑いをやってみようと思うようになる。さまぁ～ずの番組が好きで、『神さまぁ〜ず』（TBS）などをよく観ていた。
2013年4月、太田プロエンタテイメント学院東京校芸人コース5期生に入学、後の相方・草薙航基と出会う。
元々ピン芸人志望で、同学院在学中から宮下草薙結成前までずっとピン芸人として活動した。草薙が3回目の解散をした後、本当に芸人を辞めそうな雰囲気に見えたことから、宮下は「この面白さを世に出さないのはもったいない」と思い、自分が「じゃない方芸人」になるのを覚悟で2016年1月1日、宮下の方から申し込む形で宮下草薙を結成。

### R-1ぐらんぷり
- 2014年 - R-1ぐらんぷり 1回戦敗退[9]
- 2015年 - R-1ぐらんぷり 1回戦敗退[10]
- 2019年 - R-1ぐらんぷり 3回戦進出[11]
- 2020年 - R-1ぐらんぷり 2回戦進出後辞退
- 2021年 - R-1グランプリ 2回戦進出[12]

## エピソード
- 草薙曰く、お笑いに厳しい性格[5]。
- 200本の漫談のネタを持っている[13]。
- かつては仕事があるたびに群馬県の実家から通っていたが、2018年4月から上京して草薙が住むアパートに引っ越した[2]。しかし、上京後もしばらくは地元・群馬のおもちゃ屋でアルバイトをしていたため、アルバイトのたびに群馬へ戻っていた[13]。おもちゃの全てのジャンルをマスターした者にのみ与えられる「バトルトイ・グランドマスター」の称号を持っている[13]。
- 実父は「群馬最強伝説」と呼ばれている地下格闘家[14]で、父は宮下を「最強の男」にしようとしていたという[6]。その父から度々「何時になったら俺を倒してくれるんだ」と電話で言われることがある。
- 離婚した元キャバ嬢[13]の実母がうつ病を患い宮下自身が働かなければならなくなったため、高校1年生の夏休み辺りで中退している。中退後は母親の彼氏の元で大工の仕事をしていた。本人はこの時に養成所にいくためのお金を貯めた、と話している[6]。
- タモリ倶楽部に初出演して以来、タモリは相方草薙ではなく宮下を気に入った為、企画ゲストとして度々出演していた。
- 幼少期の頃、「ぬか漬けにいれたら強くなるのではないか」と思い、ウルトラマンのソフビをぬかの中に入れた。見つけた祖母が驚いてしまい尾骶骨を骨折させてしまった。
- 2022年7月31日放送分の日本テレビ『ゼロイチ (テレビ番組)』に出演し、街ブラロケで尾上松也 (2代目) と共演して以来、ボードゲームで遊んだりする位親交が有る。[15]

## 出演

### テレビ
- 超かわいい映像連発!どうぶつピース!!（2019年12月19日・2020年2月6日、テレビ東京）
- 青春高校3年C組（2020年9月22日、テレビ東京）
- サンバリュ【画にする神サマ】（2020年10月4日、日本テレビ）
- アンタッチャブルのおバカワいい映像バトル（2020年11月15日、フジテレビ）
- ロンドンハーツ（2020年11月17日、テレビ朝日）
- クイズ!THE違和感（2021年1月11日 - 、TBS）- 脱獄囚ミヤシータ 役
- 週刊EXILE（2021年1月11日、TBS）
- まんが未知（テレビ朝日）- 特別編「宮下兄弟プロまんが未知」に実弟と共に出演。
- アイドル観察バラエティ fishbowlのでかけちゃってもいいですか?（2022年7月15日 - 2022年9月23日、テレビ静岡）- 立会人

### テレビドラマ
- リコカツ 第6話（2021年5月21日、TBS）- 新婚夫婦の夫 役[16]

### 舞台
- 朗読劇 BOOK ACT 2021 NEW YEAR SPECIAL『芸人交換日記』（2020年1月7日、ヒューリックホール東京）[17]
- 舞台版 『マーダー☆ミステリー 〜探偵・斑目瑞男の事件簿〜』（2021年12月5日、浅草花劇場） - 探偵 亀井慎一 役[18]

### ラジオ
現在のレギュラー番組
- いってらっしゃい（Artistspoken、2024年5月5月 - ) - 日曜レギュラー[19]

過去の出演番組
- 小森隼のGood Laugh and Sleep（2021年1月18日、2021年1月25日、ニッポン放送）
- プレイステーション presents ライムスター宇多丸とマイゲーム・マイライフ（2021年9月16日、2021年9月23日、TBSラジオ）
- 遊☆戯☆王GO RADIO!!（超!A&G+、2024年4月12日 - 2025年3月29日） - パーソナリティ[20]

### 配信
- 遊戯王OCGタイムズ（2020年4月9日、10月23日、2021年7月9日[21]、10月10日[22]、YouTube/Periscope）
- Kaiju on the Earth夏祭り『レヴィアス迎撃！公開プレイ＆トーク配信2020　with宮下草薙 宮下兼史鷹 / 海猫沢めろん』（2020年9月12日、ツイキャス）
- KOUGU維新±0 〜聖夜ヲ廻ル大工陣〜（2020年12月24日、Hulu）- チェーンソー（みやじん）役

### 雑誌
- 週刊文春 12月31・1月7日合併号（2020年12月24日）「顔面相似形2020」企画

### WEB
- Dybe!（2020年10月22日）プロの｢はたらく論｣

## 連載

### 雑誌
- TV LIFE（学研プラス）「宮下草薙の不毛なやりとり」- 2019年1月～ 連載中[23]

### WEB
- 芸人おもちゃ手帖（KAI-YOU Premium）-2020年5月2日～ 連載中